# Ida-Gerhardt-Poesiepreis
Der Ida-Gerhardt-Poesiepreis (niederl.: Ida Gerhardt Poëzieprijs) ist ein niederländischer Literaturpreis, der zweijährlich seit dem Jahr 2000 von der Stadt Zutphen (Provinz Gelderland) verliehen wird.
Der Preis ist benannt nach der niederländischen Dichterin Ida Gerhardt (1905–1997) und wurde im Jahr 1998 vom Gemeinderat Zutphen eingerichtet, nachdem der literarische Nachlass der Dichterin dem Stadtarchiv übertragen worden war.
Der Ida-Gerhardt-Poesiepreis wird an Autoren eines neu erschienenen Gedichtbandes verliehen. Das Preisgeld beträgt 2500 Euro.

## Preisträger
- 2022 – Anne Vegter – Big Data
- 2020 – Marieke Lucas Rijneveld – Fantoommerrie
- 2018 – Menno Wigman – Slordig met geluk (postum)
- 2016 – Peter Verhelst – Wij totale vlam[3]
- 2014 – Pieter Boskma – Mensenhand
- 2012 – Henk van der Waal – Zelf worden[4]
- 2010 – Alfred Schaffer – Kooi[5]
- 2008 – Nachoem Wijnberg – Liedjes
- 2006 – Astrid Lampe – Spuit je ralkleur
- 2004 – Lloyd Haft – Psalmen
- 2002 – Anneke Brassinga – Verschiet
- 2000 – Kees ’t Hart – Kinderen die leren lezen

## Nominierungen
- 2016 – Mens Dier Ding von Alfred Schaffer, Wij zijn evenwijdig von Maud Vanhauwaert und Wij totale vlam von Peter Verhelst. Die drei nominierten Gedichtbände wurden von der Jury aus 138 Bänden ausgewählt.[6]
- 2014 – Mensenhand von Pieter Boskma, Het wilde kind von René Puthaar und Uitzicht genoeg von Marjoleine de Vos[7]
- 2012 – Henk van der Waal Zelf worden – Tsead Bruinja Overwoekerd –  Anne Vegter Eiland berg gletsjer
- 2010 – Eva Cox Een twee drie ten dans – Bart Meuleman omdat ik ziek werd – Alfred Schaffer Kooi